# (5477) Holmes
(5477) Holmes – planetoida należąca do wewnętrznej części asteroid pasa głównego.

## Odkrycie
Planetoida została odkryta 27 października 1989 roku przez Eleanor Helin w Obserwatorium Palomar w Kalifornii. Nazwa planetoidy pochodzi od nazwiska amerykańskiego astronoma amatora Roberta Holmesa. Przed nadaniem nazwy planetoida nosiła oznaczenie tymczasowe (5477) 1989 UH2.

## Orbita
Orbita 5477 Holmes nachylona jest do płaszczyzny ekliptyki pod kątem 22,5°. Na jeden obieg wokół Słońca ciało to potrzebuje 2 lata i 239 dni, krążąc w średniej odległości 1,92 j.a. od Słońca.

## Właściwości fizyczne
(5477) Holmes ma średnicę szacowaną na ok. 7 km. Jej jasność absolutna to 13,4m.

## Naturalny satelita
W roku 2005 astronomowie z Obserwatorium Ondrejov wykryli w towarzystwie tej planetoidy naturalnego satelitę o średnicy ok. 2,5 km. Okres orbitalny układu zawiera się w czasie 24,42 godziny. Składniki znajdują się ok. 15 km od siebie.
Odkrycia dokonano na podstawie analizy krzywej zmian blasku (5477) Holmes.
Satelita nosi tymczasowe oznaczenie S/2005 (5477) 1.